# Список європейських гір за відносною висотою
Список європейських гір за відносною висотою — це список всіх «ультра-піків» (з відносною висотою вершини, понад 1500 м) у Європі, які не перераховані у «Списку альпійських вершин за відносною висотою». Ці два списки разом покривають усі найвидатніші гори Європи. Колонка «Сідло» означає найвищу висоту, до якої треба спуститися з вершини, щоб піднятися на вершину з більшою висотою; потрібно зазначити, що абсолютна висота будь-якої вершини — це сума висоти її найвищого сідла та відносної висоти.
Для полегшення посилання список складається з розділів. Острови Північної Атлантики, які є територіями європейських країн, також були включені до списку (за винятком Гренландії), а також тут є вершини з європейської частини Росії та країн Кавказу.

## Європа

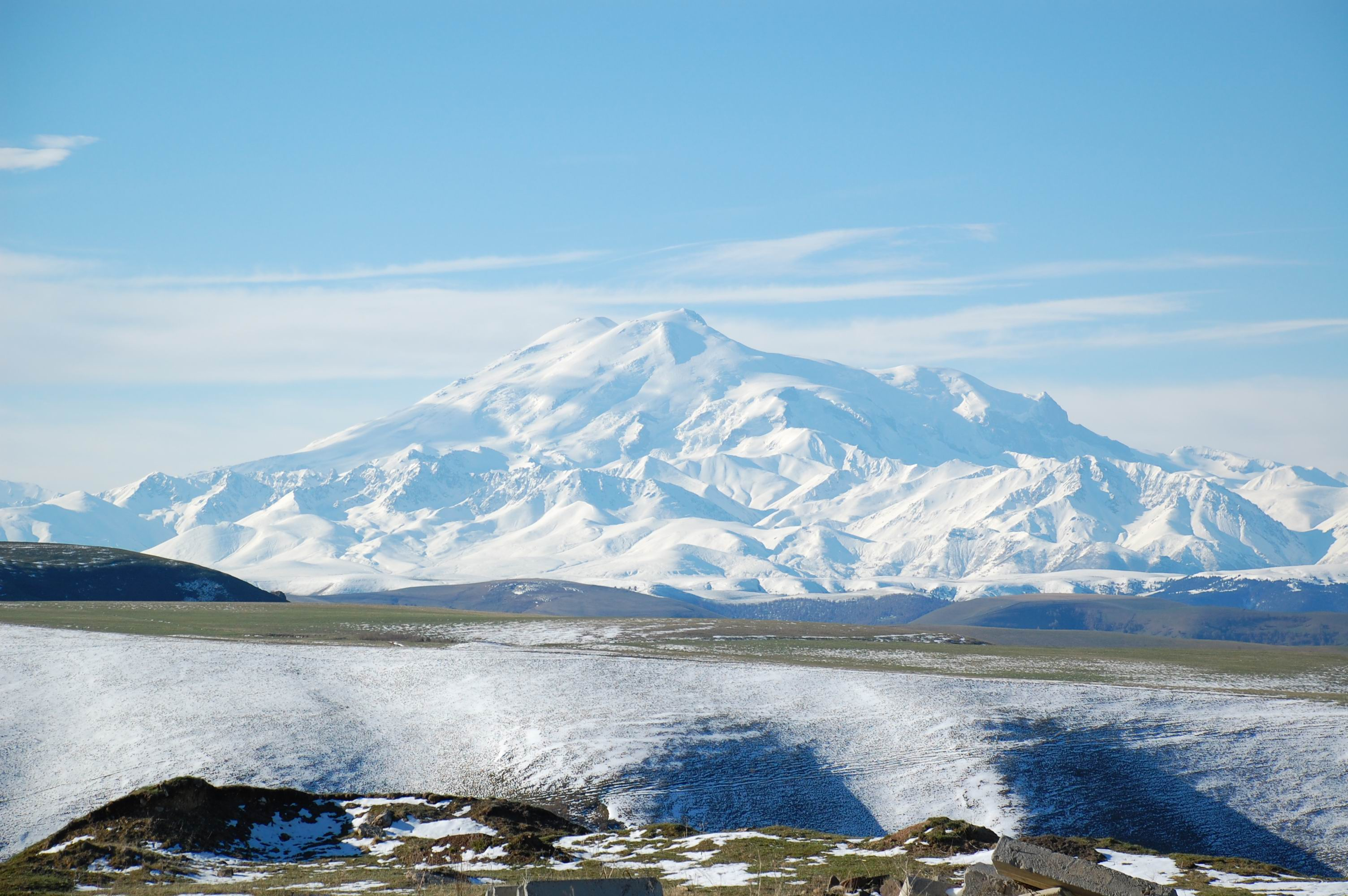
Ельбрус, Росія

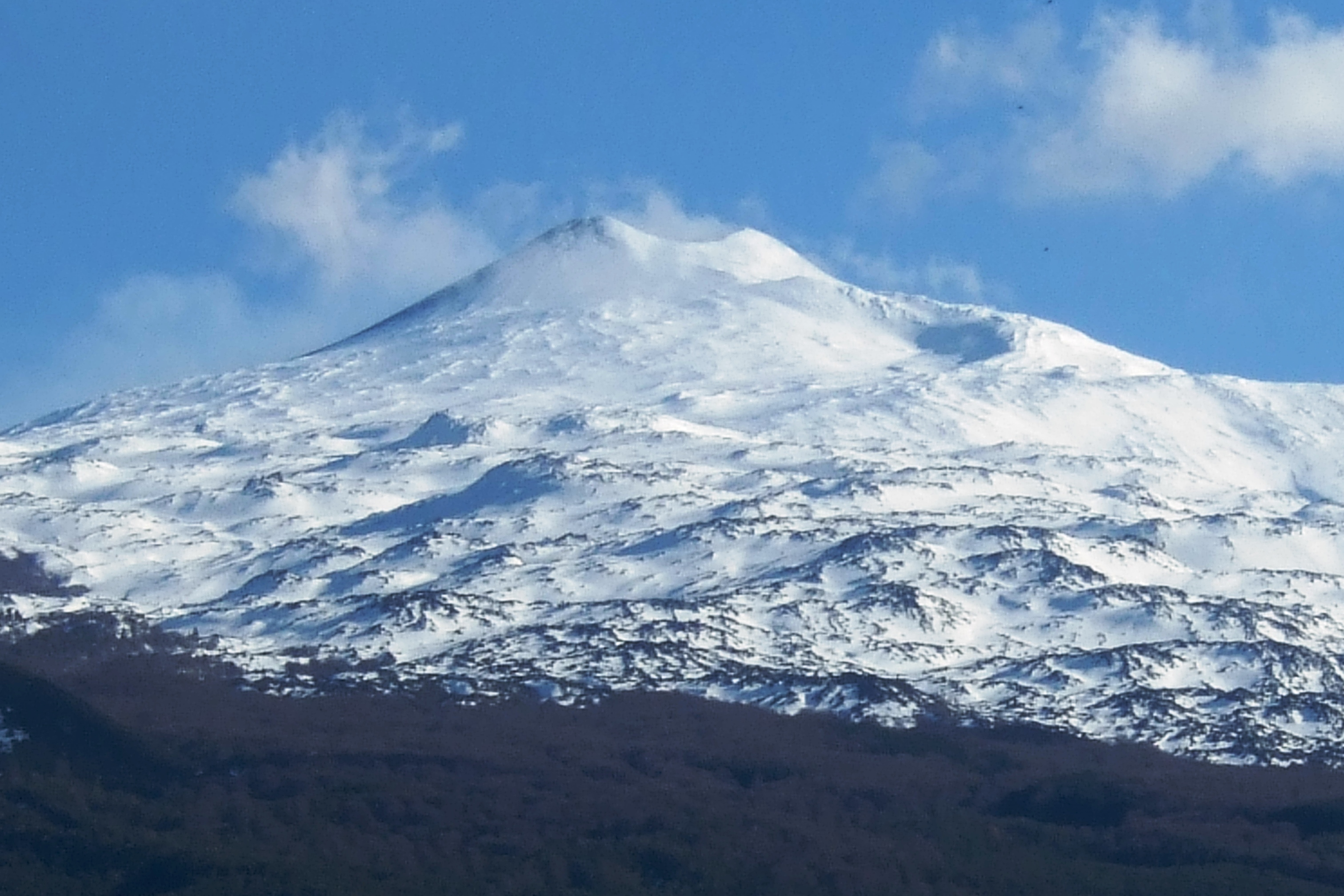
Етна, Сицилія

| №  | Гора         | Країна            | Висота (м) | Відносна висота (м) | Сідло (м) |
| -- | ------------ | ----------------- | ---------- | ------------------- | --------- |
| 1  | Ельбрус      | Росія             | 5642       | 4741                | 901       |
| 2  | Монблан      | Франція / Італія  | 4810       | 4697                | 113       |
| 3  | Тейде        | Іспанія ( Канари) | 3718       | 3718                | 0         |
| 4  | Етна         | Італія (Сицилія)  | 3329       | 3329                | 0         |
| 5  | Муласен      | Іспанія           | 3479       | 3285                | 194       |
| 6  | Ането        | Іспанія           | 3404       | 2812                | 592       |
| 7  | Монте-Чинто  | Франція (Корсика) | 2706       | 2706                | 0         |
| 8  | Корно-Ґранде | Італія            | 2912       | 2476                | 436       |
| 9  | Мусала       | Болгарія          | 2925       | 2473                | 432       |
| 10 | Іда          | Греція (Крит)     | 2456       | 2456                | 0         |

## Скандинавія

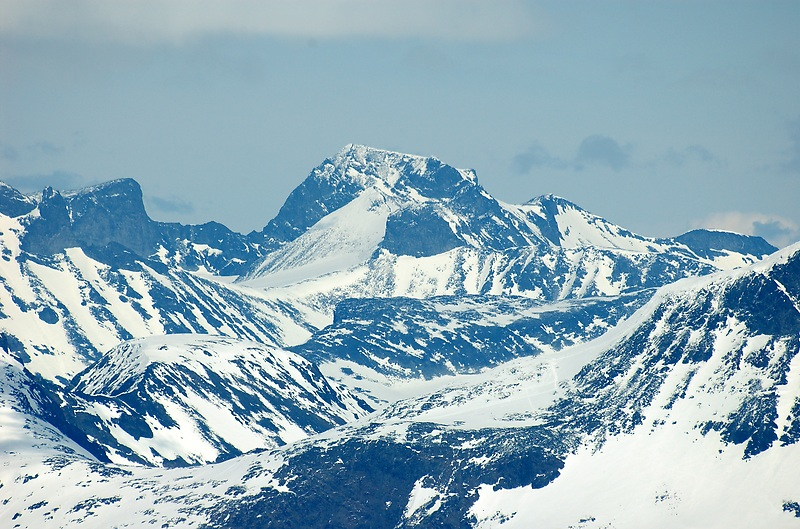
Гальгепігген, Опплан

| № | Гора         | Країна   | Висота (м) | Відносна висота (м) | Сідло (м) |
| - | ------------ | -------- | ---------- | ------------------- | --------- |
| 1 | Гальгепігген | Норвегія | 2469       | 2372                | 97        |
| 2 | Кебнекайс    | Швеція   | 2113       | 1754                | 359       |
| 3 | Йогккеваррі  | Норвегія | 1834       | 1741                | 93        |
| 4 | Сніхетта     | Норвегія | 2286       | 1675                | 611       |
| 5 | Ленангстінд  | Норвегія | 1624       | 1576                | 48        |
| 6 | Сарекчокко   | Швеція   | 2089       | 1519                | 570       |

## Скандинавські острови

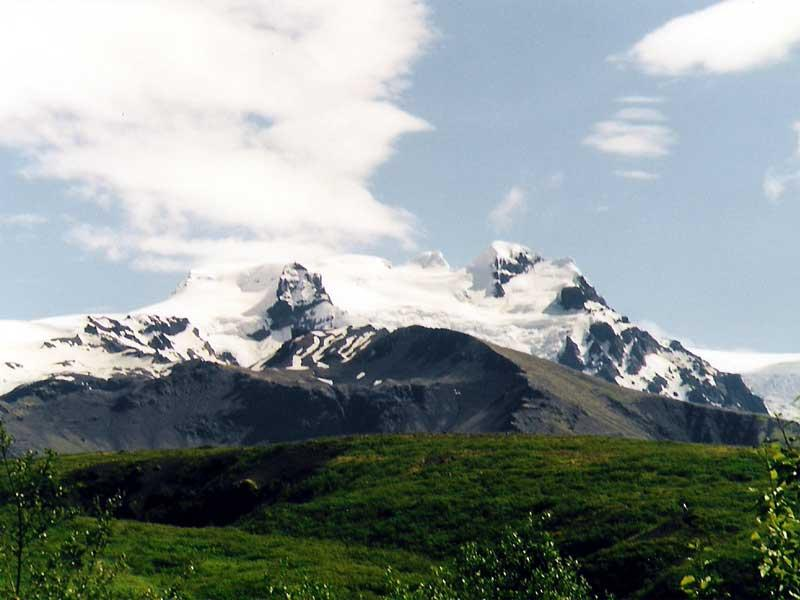
Хванадальсхнукюр, Ісландія

| № | Гора              | Країна                | Висота (м) | Відносна висота висота (м) | Сідло (м) |
| - | ----------------- | --------------------- | ---------- | -------------------------- | --------- |
| 1 | Беренберг         | Норвегія (Ян-Маєн)    | 2277       | 2277                       | 0         |
| 2 | Хваннадальсхнукюр | Ісландія              | 2110       | 2110                       | 0         |
| 3 | Ньютон            | Норвегія (Шпіцберген) | 1717       | 1717                       | 0         |
| 4 | Нова Земля        | Росія (Нова Земля)    | 1549       | 1549                       | 0         |

## Атлантичні острови

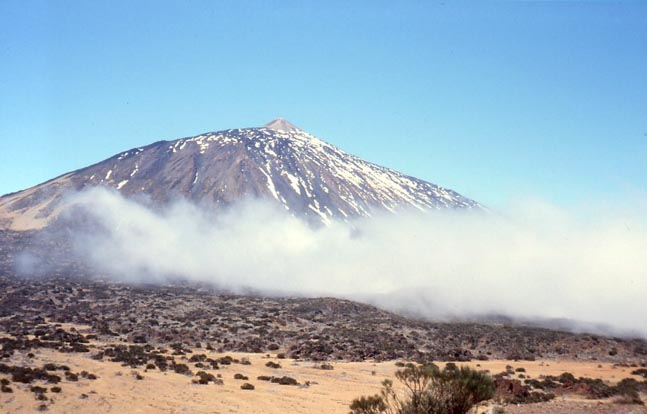
Тейде, Канарські острови (Іспанія)

| № | Гора          | Країна                 | Висота (м) | Відносна висота (м) | Сідло (м) |
| - | ------------- | ---------------------- | ---------- | ------------------- | --------- |
| 1 | Тейде         | Іспанія (о. Тенерифе)  | 3718       | 3718                | 0         |
| 2 | Мучачос       | Іспанія (о. Ла-Пальма) | 2423       | 2423                | 0         |
| 3 | Понта-до-Піку | Португалія (о. Піку)   | 2351       | 2351                | 0         |
| 4 | Пік Ньєвес    | Іспанія (Гран-Канарія) | 1949       | 1949                | 0         |
| 5 | Піку-Руйву    | Португалія (Мадейра)   | 1861       | 1861                | 0         |
| 6 | Пік Малпас    | Іспанія (о. Ієрро)     | 1501       | 1501                | 0         |

## Піренейський півострів

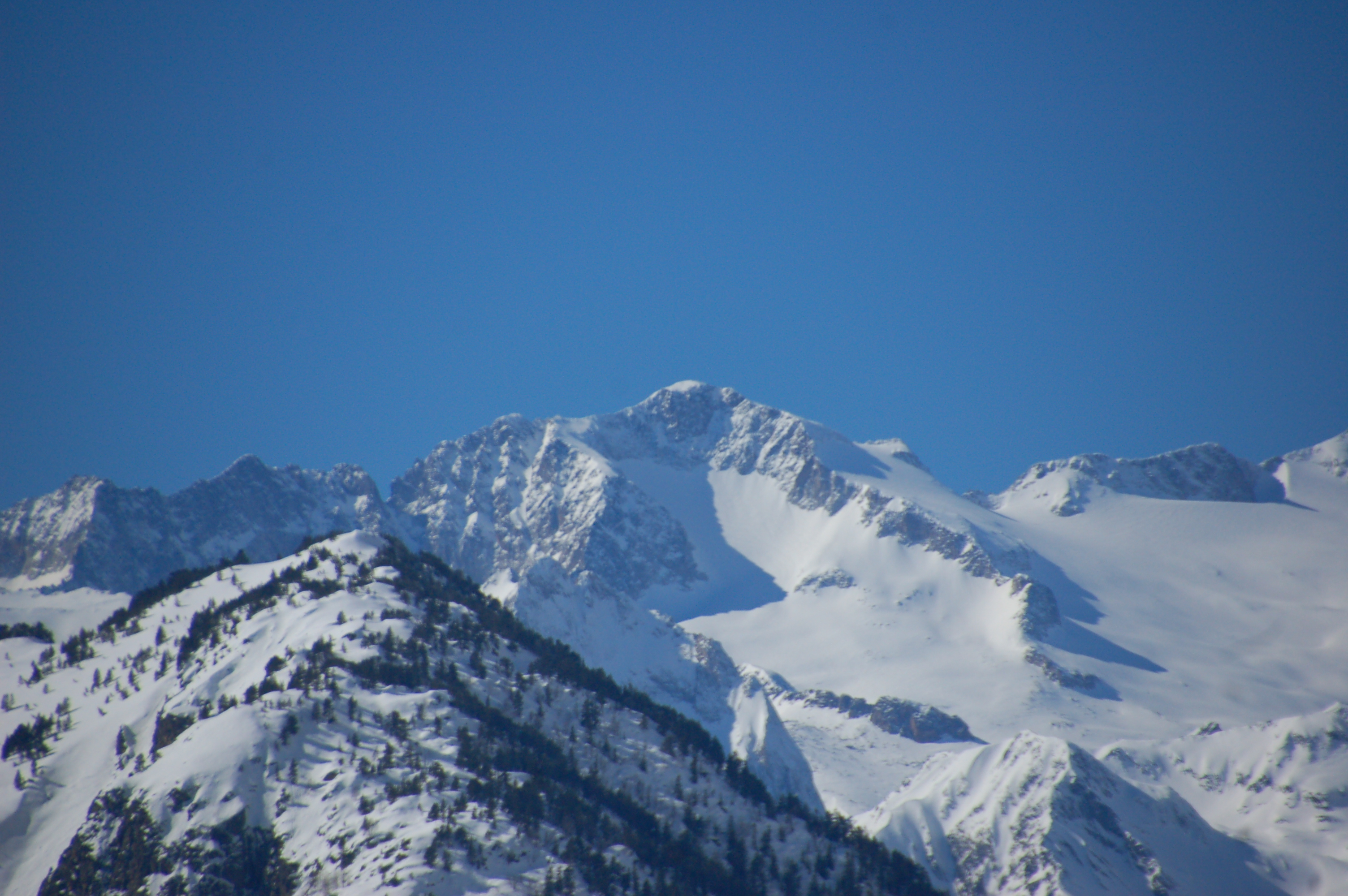
Пік Ането, Іспанія

| № | Гора             | Країна  | Висота (м) | Відносна висота (м) | Сідло (м) |
| - | ---------------- | ------- | ---------- | ------------------- | --------- |
| 1 | Муласен          | Іспанія | 3479       | 3285                | 194       |
| 2 | Ането            | Іспанія | 3404       | 2812                | 592       |
| 3 | Торре-де-Серредо | Іспанія | 2648       | 1931                | 717       |
| 4 | Альмансор        | Іспанія | 2592       | 1690                | 902       |

## Центральний масив

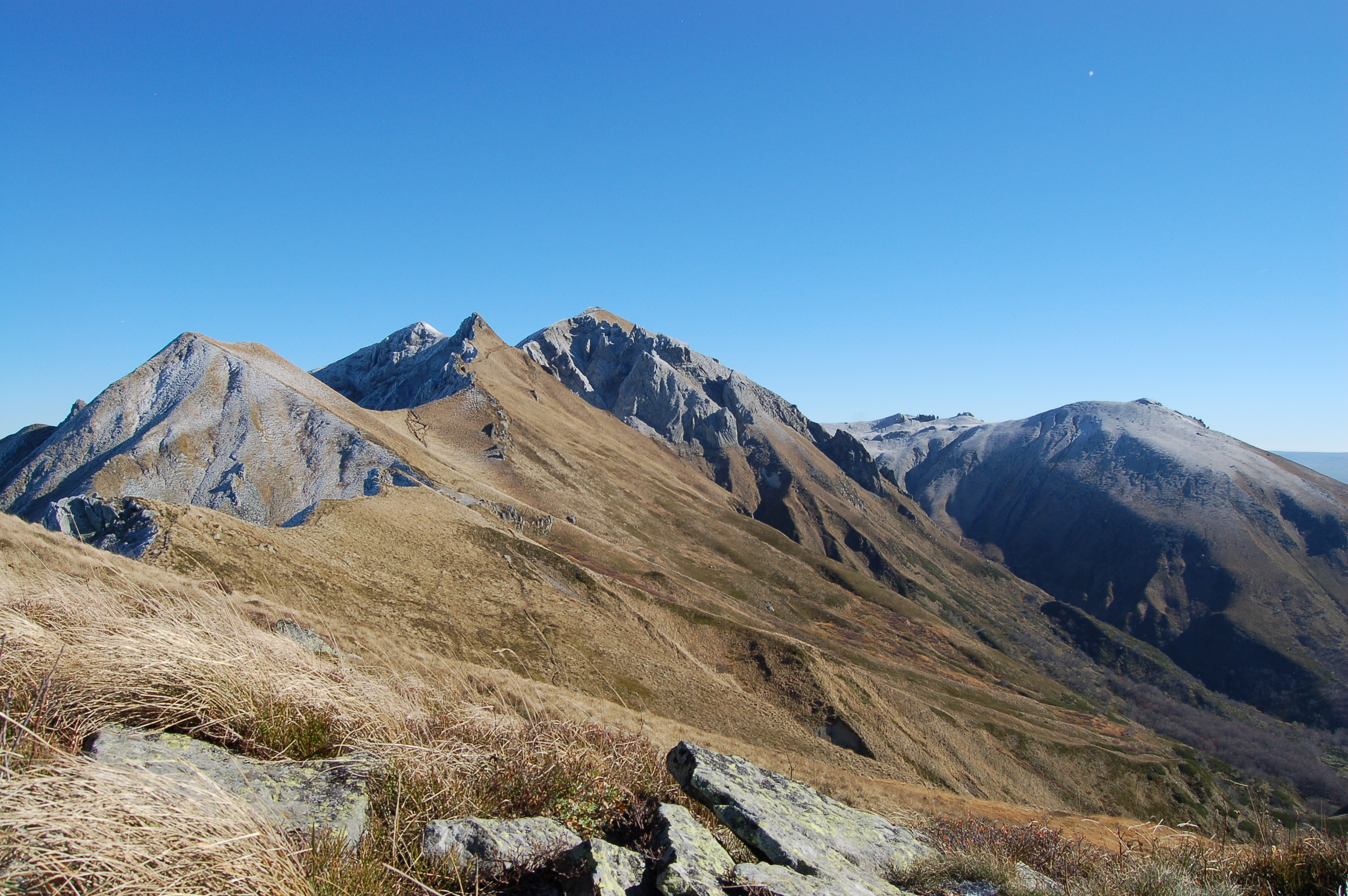
Пюй-де-Сансі, Франція

| № | Гора         | Країна  | Висота (м) | Відносна висота (м) | Сідло (м) |
| - | ------------ | ------- | ---------- | ------------------- | --------- |
| 1 | Пюй-де-Сансі | Франція | 1885       | 1578                | 307       |

## Апенніниі сусідні острови

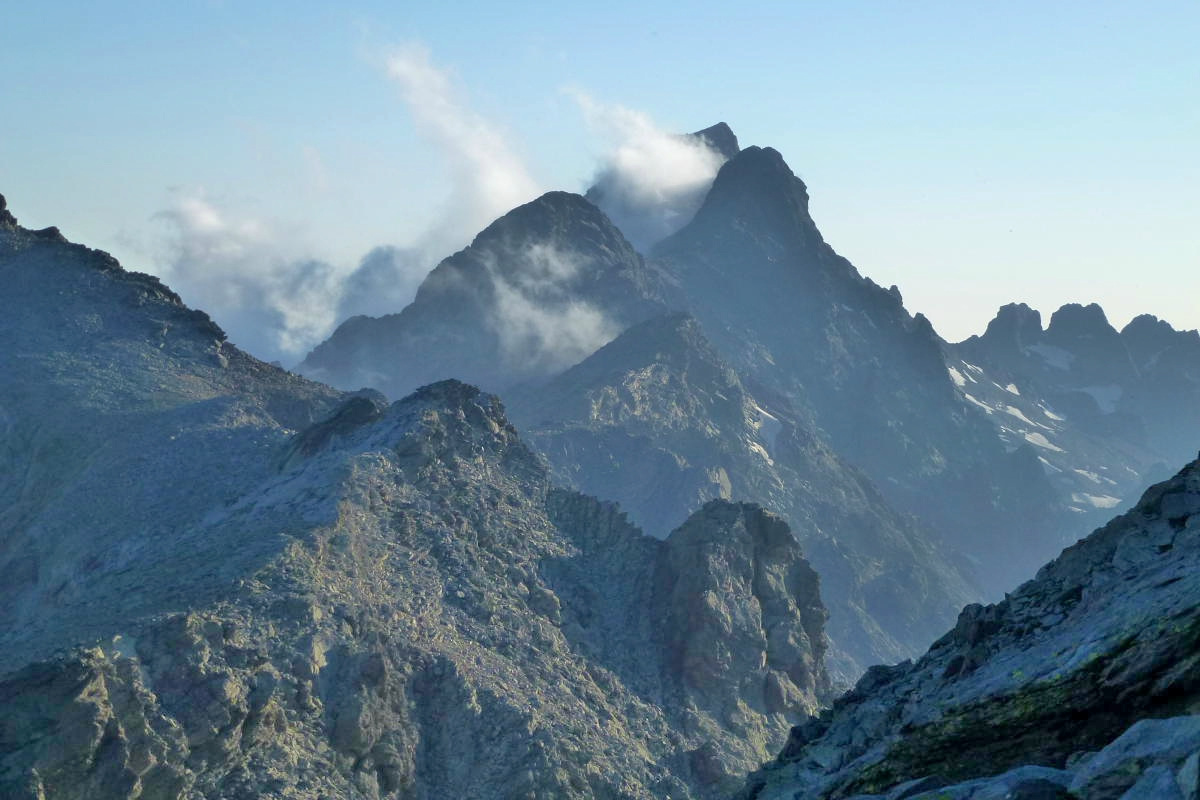
Монте-Чинто, Корсика

| № | Гора             | Країна            | Висота (м) | Відносна висота (м) | Сідло (м) |
| - | ---------------- | ----------------- | ---------- | ------------------- | --------- |
| 1 | Етна             | Італія (Сицилія)  | 3329       | 3329                | 0         |
| 2 | Монте-Чинто      | Франція (Корсика) | 2706       | 2706                | 0         |
| 3 | Корно-Ґранде     | Італія            | 2912       | 2476                | 436       |
| 4 | Пунта-Ла-Мармора | Італія (Сардинія) | 1834       | 1834                | 0         |
| 5 | Маелла           | Італія            | 2795       | 1812                | 983       |
| 6 | Полліно          | Італія            | 2267       | 1715                | 552       |
| 7 | Монтальто        | Італія            | 1955       | 1709                | 246       |
| 8 | Кемоне           | Італія            | 2165       | 1577                | 588       |

## Карпати

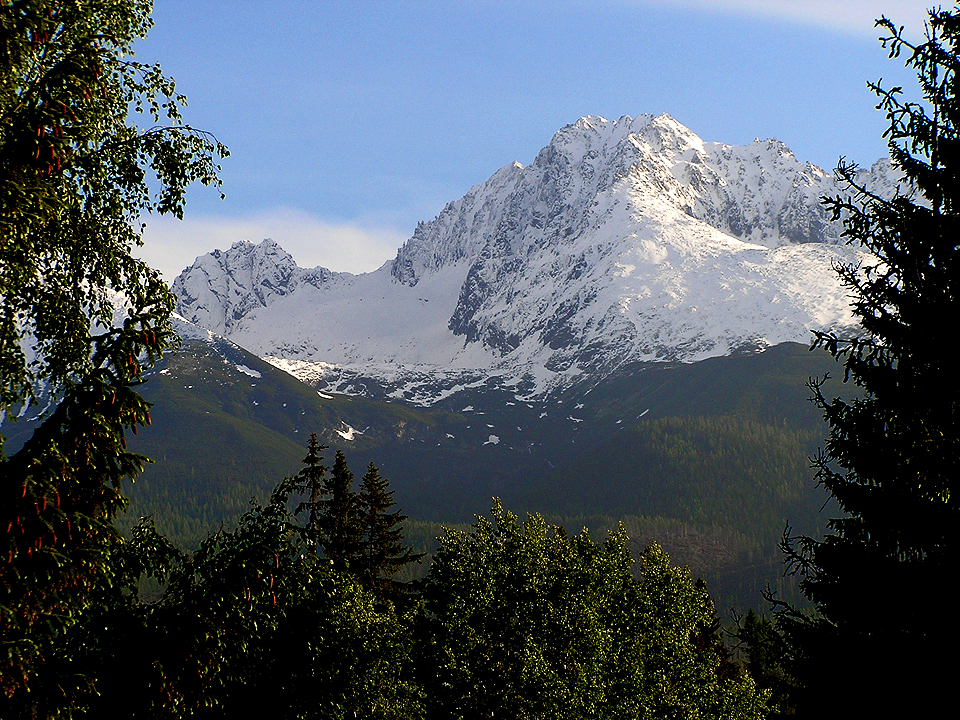
Герлаховський штит, Словаччина

| № | Гора               | Країна     | Висота (м) | Відносна висота (м) | Сідло (м) |
| - | ------------------ | ---------- | ---------- | ------------------- | --------- |
| 1 | Герлаховський штит | Словаччина | 2655       | 2355                | 300       |
| 2 | Паранґу Маре       | Румунія    | 2519       | 2103                | 416       |
| 3 | Молдовяну          | Румунія    | 2544       | 2046                | 498       |
| 4 | Пеляга             | Румунія    | 2509       | 1759                | 750       |
| 5 | П'єтрос            | Румунія    | 2303       | 1565                | 738       |
| 6 | Говерла            | Україна    | 2061       | 1340                | 721       |

## Балканський півострів

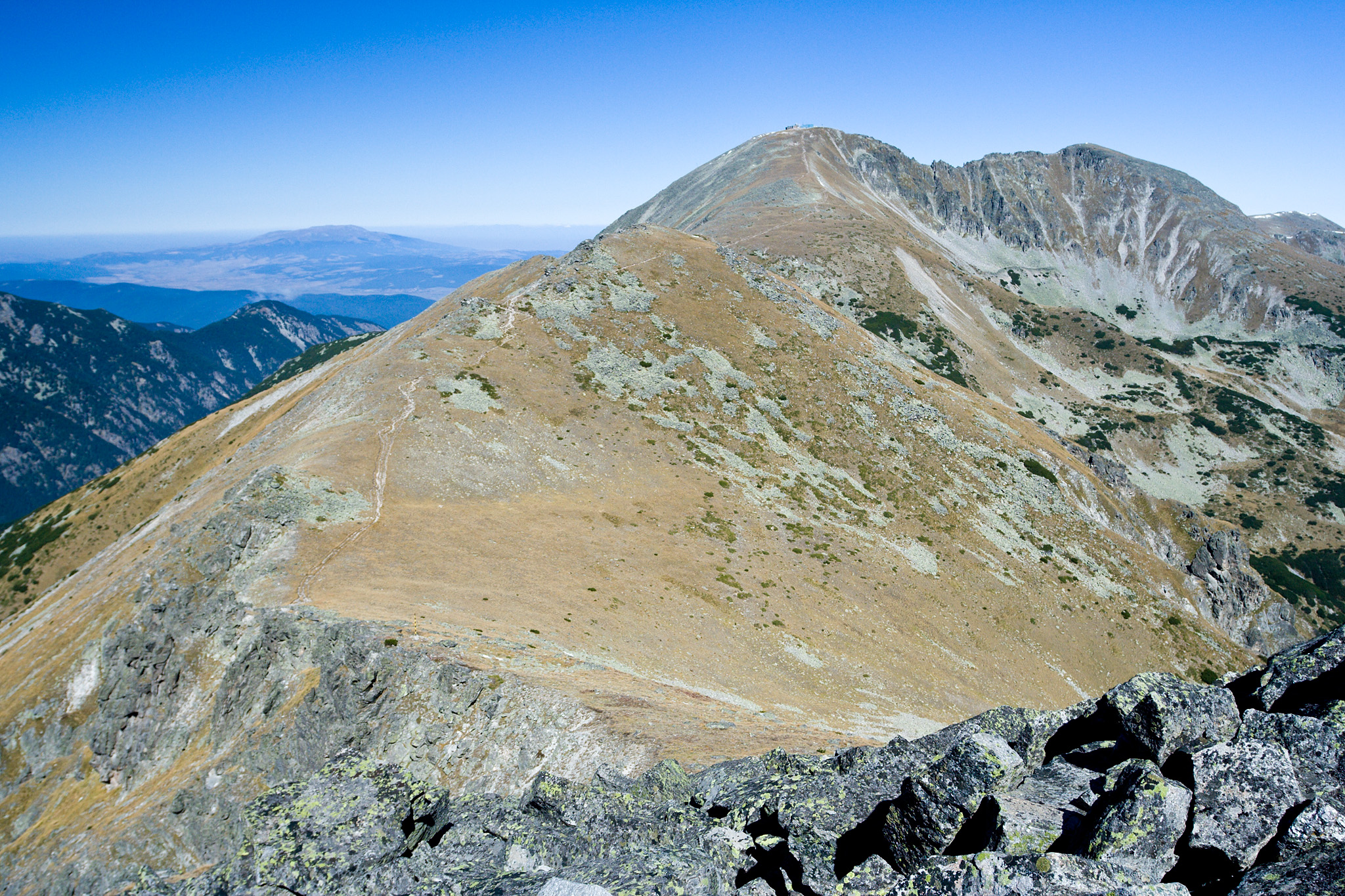
Мусала, Болгарія

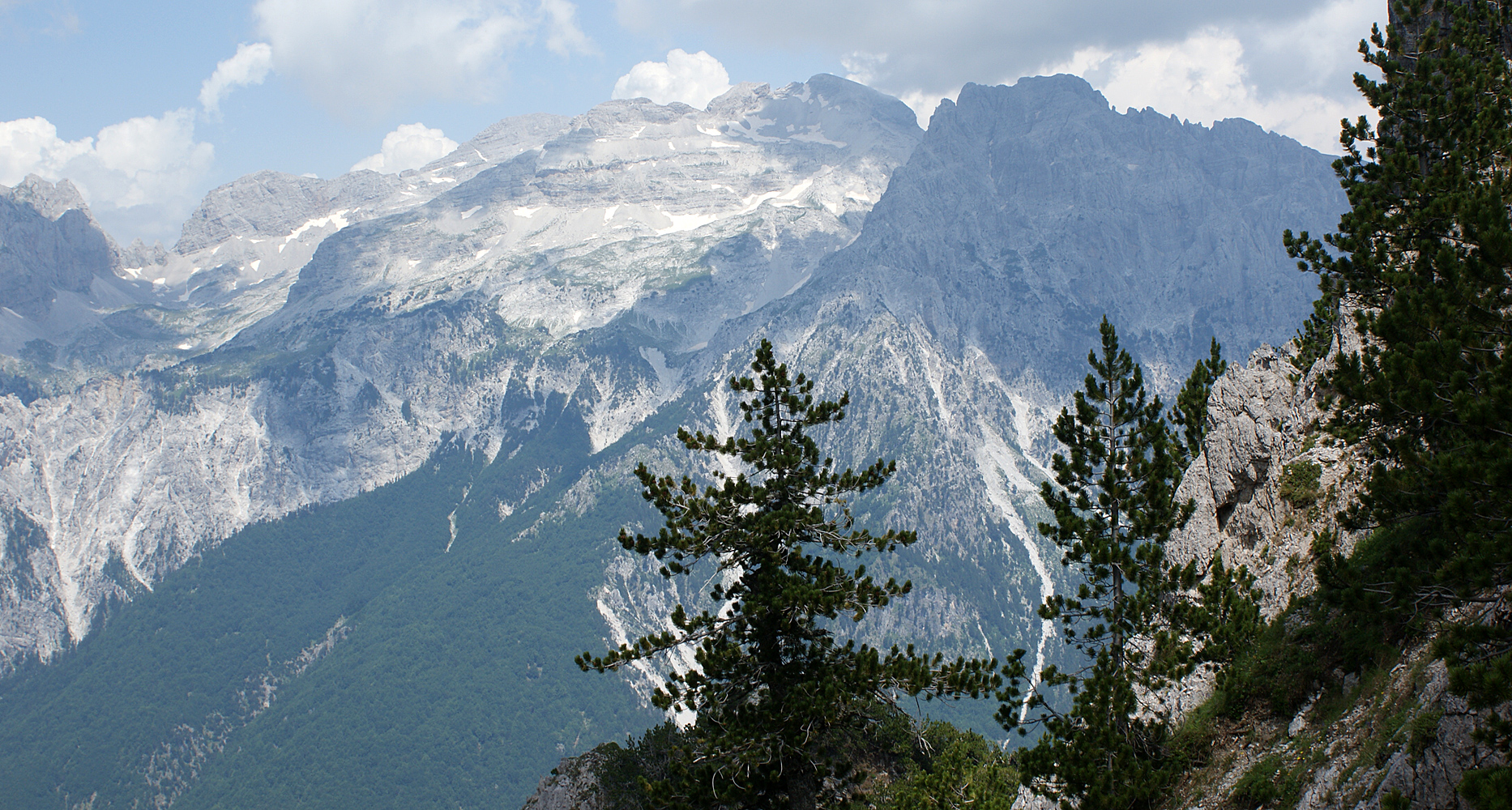
Язерце, Албанія

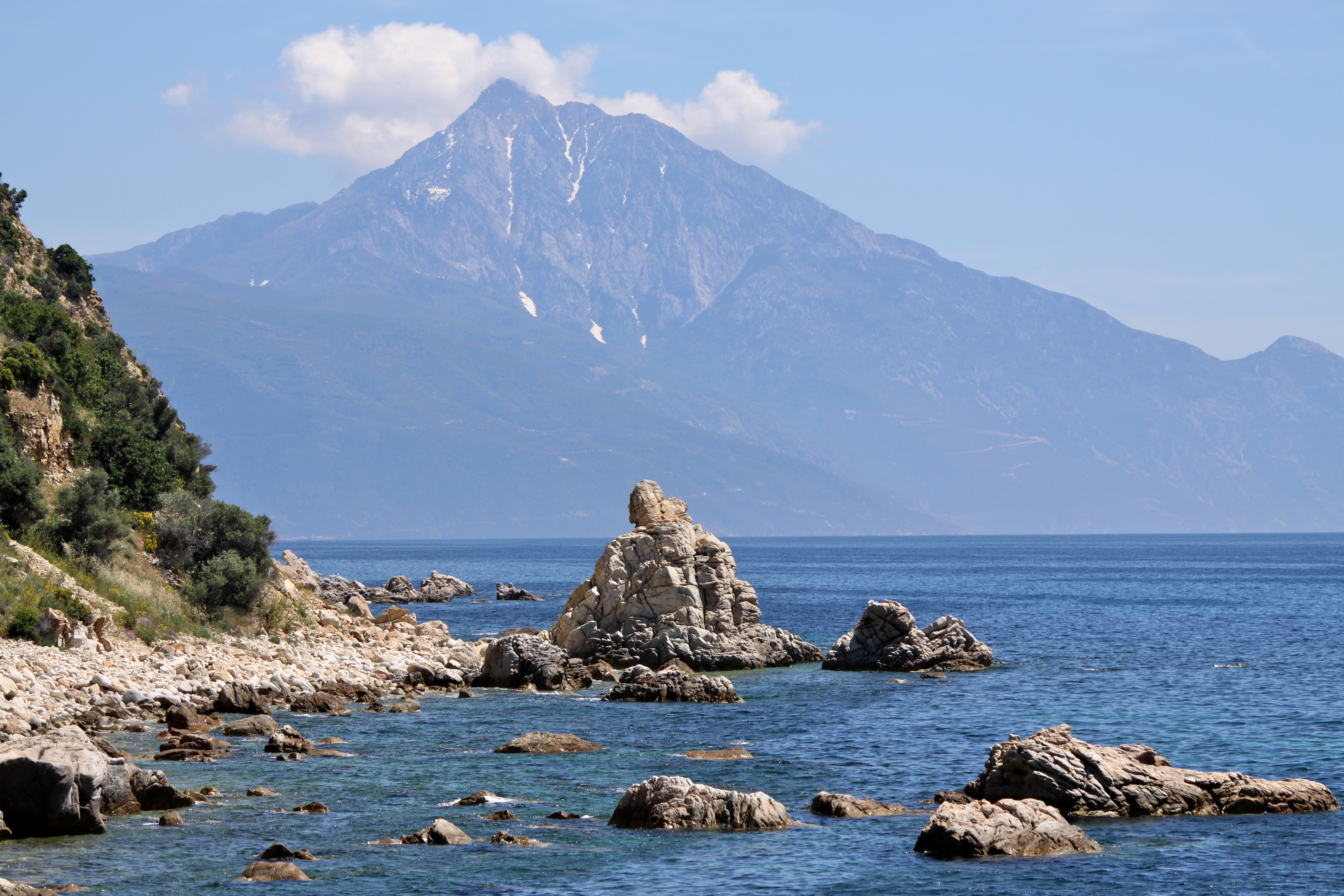
Афон, Греція

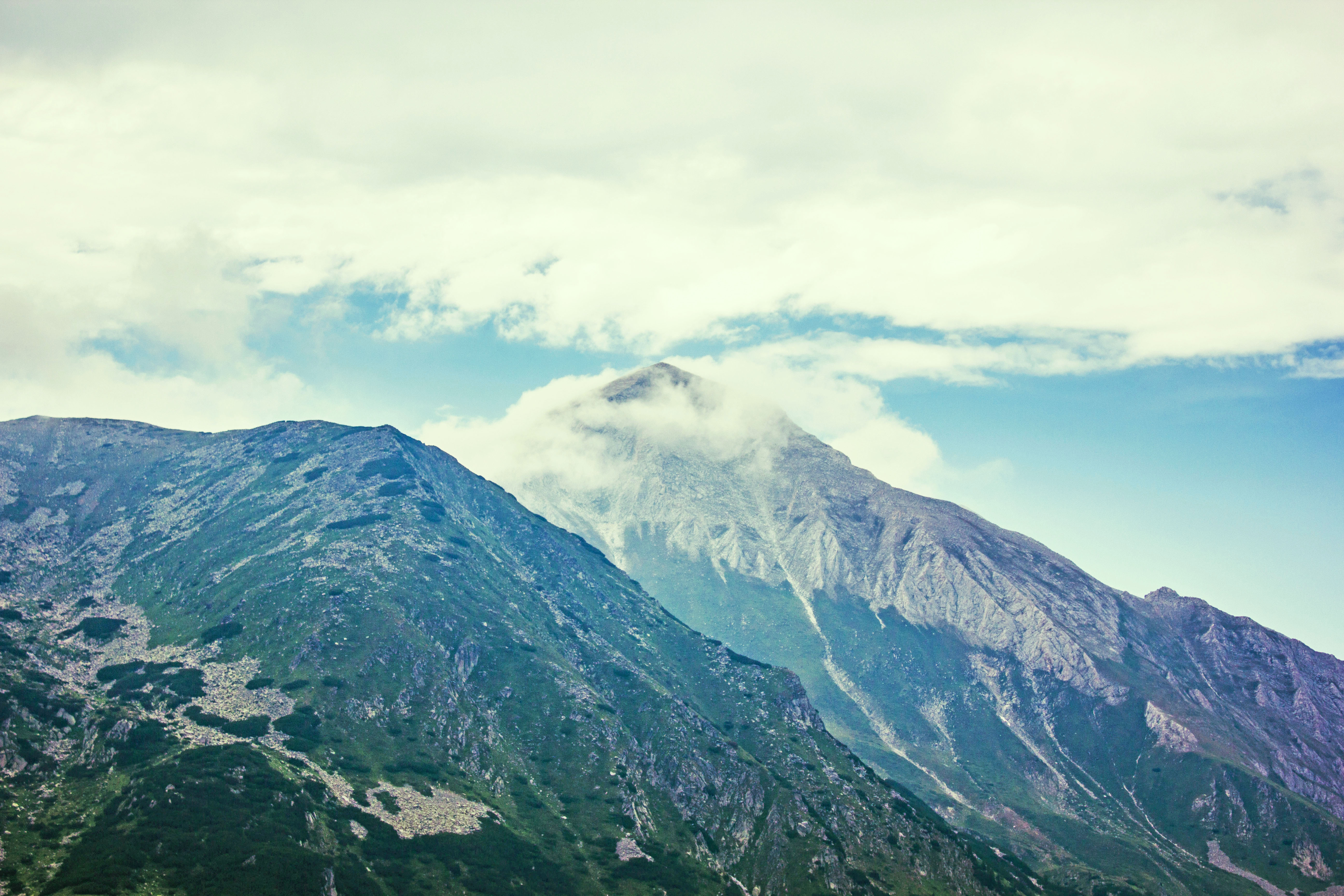
Вихрен, Болгарія

| №  | Гора          | Країна                       | Висота (м) | Відносна висота (м) | Сідло (м) |
| -- | ------------- | ---------------------------- | ---------- | ------------------- | --------- |
| 1  | Мусала        | Болгарія                     | 2925       | 2473                | 432       |
| 2  | Олімп         | Греція                       | 2919       | 2355                | 564       |
| 3  | Кораб         | Албанія / Північна Македонія | 2764       | 2169                | 595       |
| 4  | Езерца        | Албанія                      | 2694       | 2036                | 658       |
| 5  | Афон          | Греція                       | 2030       | 2012                | 18        |
| 6  | Осса          | Греція                       | 1978       | 1854                | 124       |
| 7  | Немеречка     | Албанія                      | 2482       | 1792                | 690       |
| 8  | Вихрен        | Болгарія                     | 2914       | 1783                | 1131      |
| 9  | Пангей        | Греція                       | 1956       | 1773                | 183       |
| 10 | Каймакчалан   | Греція / Північна Македонія  | 2528       | 1758                | 770       |
| 11 | Смолікас      | Греція                       | 2637       | 1736                | 901       |
| 12 | Гіона         | Греція                       | 2510       | 1702                | 808       |
| 13 | Якубиця       | Північна Македонія           | 2540       | 1666                | 874       |
| 14 | Пік Кукурудзи | Албанія                      | 2121       | 1666                | 455       |
| 15 | Радомир       | Болгарія / Греція            | 2031       | 1595                | 436       |
| 16 | Парнас        | Греція                       | 2457       | 1590                | 867       |
| 17 | Ботєв         | Болгарія                     | 2376       | 1567                | 809       |
| 18 | Чика          | Албанія                      | 2044       | 1563                | 481       |
| 19 | Валамара      | Албанія                      | 2373       | 1526                | 847       |
| 20 | Баба          | Північна Македонія           | 2601       | 1516                | 1085      |
| 21 | Акарнанська   | Греція                       | 1589       | 1514                | 75        |

## Острови Греції,ПелопоннесіКіпр

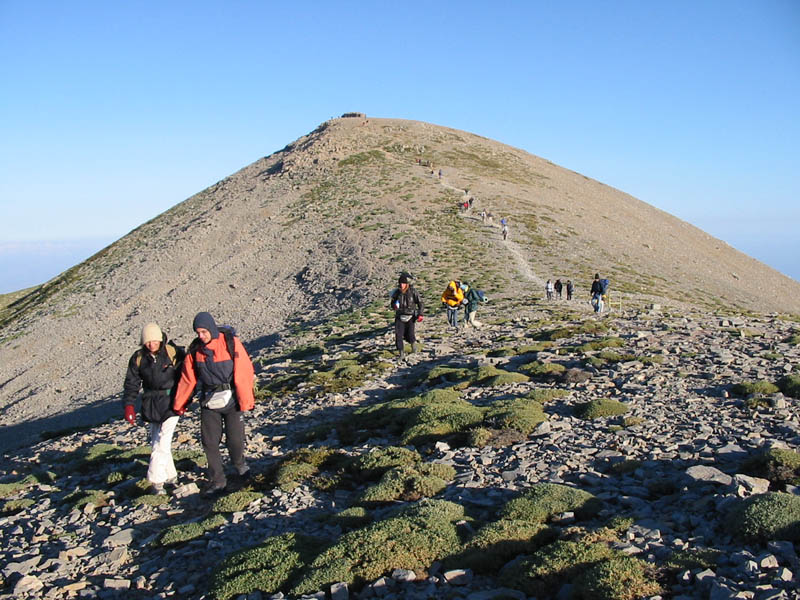
Іда, Греція

| № | Гора      | Країна             | Висота (м) | Відносна висота (м) | Сідло (м) |
| - | --------- | ------------------ | ---------- | ------------------- | --------- |
| 1 | Іда       | Греція (Крит)      | 2456       | 2456                | 0         |
| 2 | Тайгет    | Греція             | 2404       | 2344                | 60        |
| 3 | Лефка-Орі | Греція (Крит)      | 2453       | 2038                | 415       |
| 4 | Олімбос   | Кіпр               | 1952       | 1952                | 0         |
| 5 | Киліні    | Греція             | 2376       | 1870                | 506       |
| 6 | Дікті     | Греція (Крит)      | 2148       | 1798                | 350       |
| 7 | Дірфі     | Греція (Евбея)     | 1743       | 1743                | 0         |
| 8 | Енос      | Греція (Кефалонія) | 1628       | 1628                | 0         |
| 9 | Фенґарі   | Греція (Самотракі) | 1611       | 1611                | 0         |

## Кримські гори

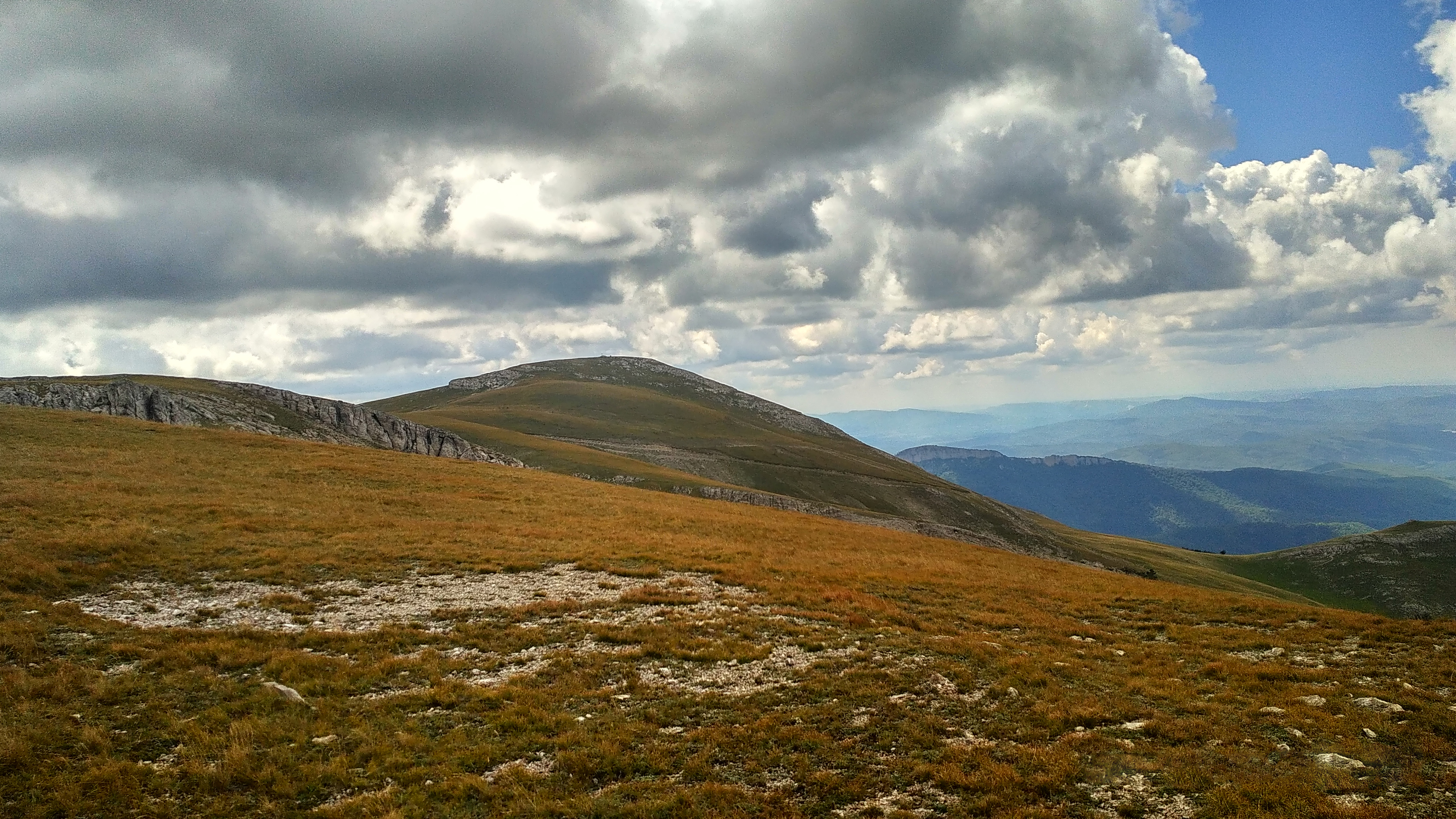
Роман-Кош, Україна

| № | Гора      | Країна         | Висота (м) | Відносна висота (м) | Сідло (м) |
| - | --------- | -------------- | ---------- | ------------------- | --------- |
| 1 | Роман-Кош | Україна (Крим) | 1545       | 1541                | 4         |

## Уральські гори

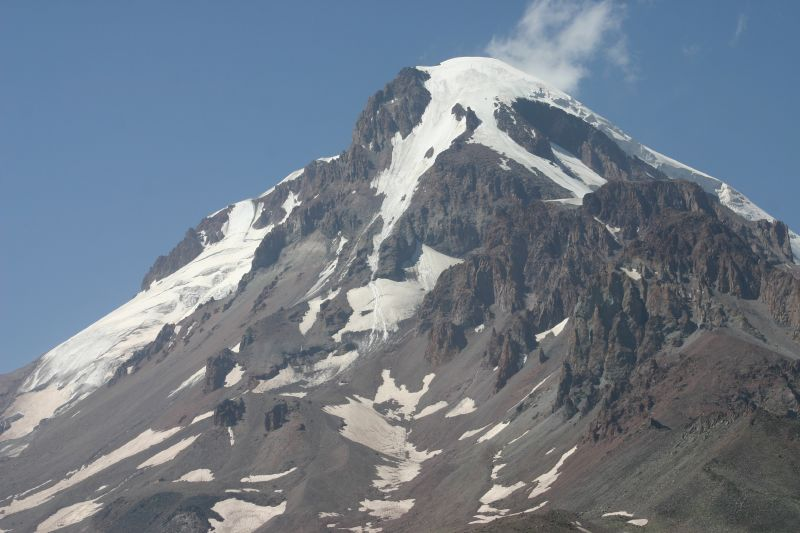
Казбек, Грузія

| № | Гора    | Країна | Висота (м) | Відносна висота (м) | Сідло (м) |
| - | ------- | ------ | ---------- | ------------------- | --------- |
| 1 | Народна | Росія  | 1894       | 1772                | 123       |

## Кавказькі гори

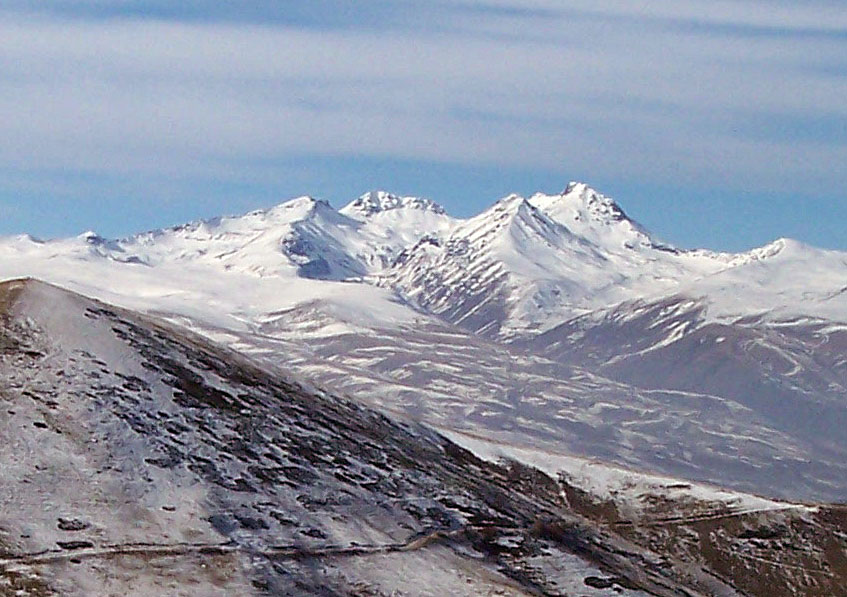
Арагац, Вірменія

| №  | Гора              | Країна                 | Висота (м) | Відносна висота (м) | Сідло (м) |
| -- | ----------------- | ---------------------- | ---------- | ------------------- | --------- |
| 1  | Ельбрус           | Росія                  | 5642       | 4741                | 901       |
| 2  | Базардюзю         | Росія / Азербайджан    | 4466       | 2454                | 2012      |
| 3  | Казбек            | Росія / Грузія         | 5034       | 2353                | 2681      |
| 4  | Тебулосмта        | Росія / Грузія         | 4493       | 2145                | 2348      |
| 5  | Араґац            | Вірменія               | 4090       | 2143                | 1947      |
| 6  | Дихтау            | Росія                  | 5205       | 2002                | 3203      |
| 7  | Дюльтидаг         | Росія                  | 4127       | 1834                | 2293      |
| 8  | Капутджух         | Вірменія / Азербайджан | 3905       | 1820                | 2085      |
| 9  | Аддала-Шухгельмер | Росія                  | 4152       | 1792                | 2360      |
| 10 | Шан               | Росія / Грузія         | 4451       | 1775                | 2676      |

## Гори з відносною висотою близько 1500 м

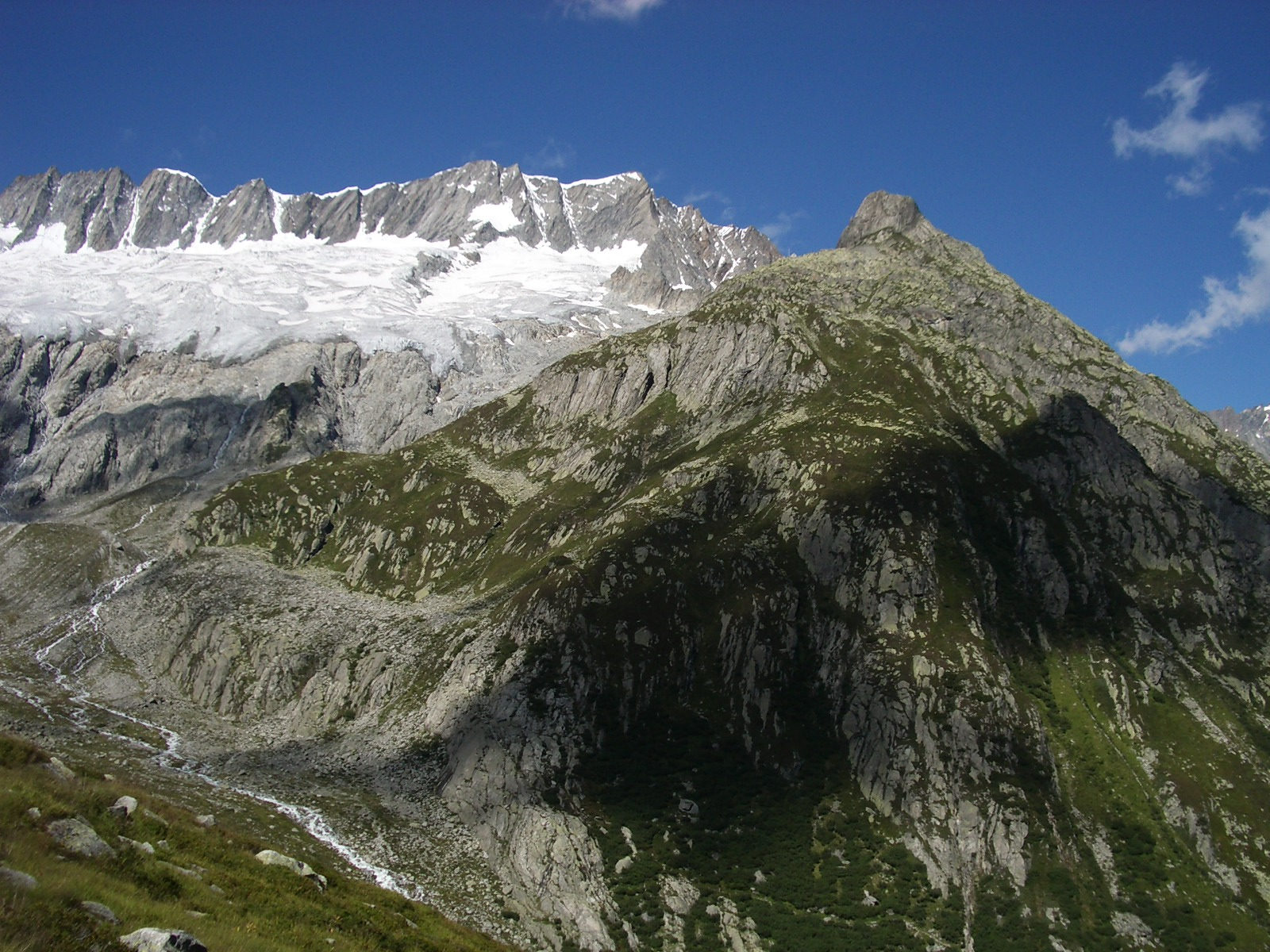
Дамсталок, Швейцарія

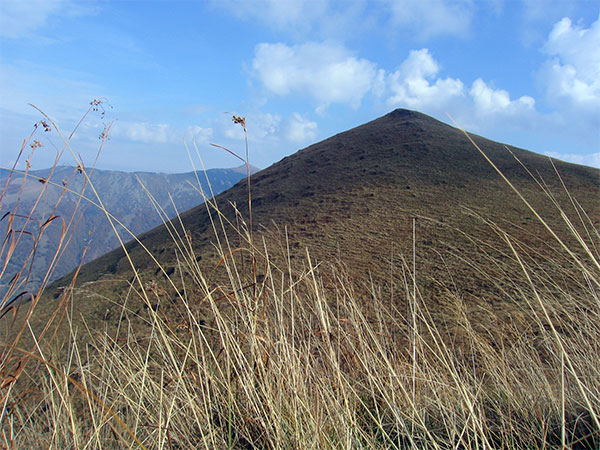
Міджор, Болгарія

| №  | Гора        | Країна               | Висота (м) | Відносна висота (м) | Сідло (м) |
| -- | ----------- | -------------------- | ---------- | ------------------- | --------- |
| 1  | Тейлефер    | Франція              | 2857       | 1490                | 1367      |
| 2  | Аміата      | Італія               | 1738       | 1490                | 248       |
| 3  | Міджор      | Болгарія / Сербія    | 2168       | 1478                | 690       |
| 4  | Кукурбета   | Румунія              | 1849       | 1478                | 371       |
| 5  | Боботів-Кук | Чорногорія           | 2522       | 1477                | 1045      |
| 6  | Тогано      | Італія               | 2301       | 1474                | 827       |
| 7  | Пеліон      | Греція (Фессалія)    | 1624       | 1473                | 151       |
| 8  | Торресілла  | Іспанія (Андалусія)  | 1919       | 1472                | 447       |
| 9  | Дамсталок   | Швейцарія (Урійські) | 3630       | 1465                | 2165      |
| 10 | Ветторе     | Італія (Апенніни)    | 2476       | 1463                | 1013      |
| 11 | Раучек      | Австрія              | 2430       | 1463                | 967       |
| 12 | Каланда     | Швейцарія            | 2806       | 1461                | 1345      |
| 13 | Ґйоґнен     | Норвегія             | 1670       | 1460                | 210       |